# Дитрих V (Холандия)
Дитрих/Дирк V Холандски (на нидерландски: Dirk V; на немски: Dietrich V von Holland; на латински: Theodoricus Quintus;* ок. 1052/1053; † 17 юни 1091) от род Герулфинги, е граф на Холандия (1049 – 1061).

## Биография
Той е най-големият син на граф Флоренс I Холандски († 1061, убит), граф на Западна Фризия и Холандия, и съпругата му Гертруда Саксонска († 1113), дъщеря на Бернхард II, херцог на Саксония от фамилята Билунги, и Ейлика, дъщеря на Хайнрих, маркграф на Швайнфурт. Внук е на граф Дитрих III Йерусалимски († 1039).
След смъртта на баща му той е под опекунството на майка му. Майка му Гертруда отново се омъжва през 1063 г. за граф Роберт I Фризиец (1035 – 1093), граф на Фландрия, който поема грижата за нейните деца и става регент на Западна Фризия, затова е наречен „Роберт Фризиец“.
Сестра му Берта (ок. 1055 – 1094) е омъжена през 1071 г. за френския крал Филип I (1052 – 1108).
През 1071 година Дитрих/Дирк V става пълнолетен и сам започва да управлява Фризия и получава титлата граф на Холандия. Той е погребан в катедралата на манастир Егмонд в Северна Нидерландия.

## Фамилия
Дитрих V Холандски се жени пр. 26 юли 1083 г. за Отелиндис Саксонска (* ок. 1054; † сл. 18 ноември 1123/28). Те имат децата:
- Флоренс II (* ок. 1080; † 2 март 1122), граф на Холандия от 1091, женен 1113 г. за Петронила (Гертруда) Лотарингска от Елзас (* ок. 1086; † 24 май 1144)
- Матилда